# Elise Thorsnes
Elise Hove Thorsnes (Leikanger, Noruega; 14 de agosto de 1988) es una futbolista noruega. Juega como delantera en el Vålerenga de la Toppserien de Noruega. Es internacional con la selección de Noruega.

## Estadísticas

### Clubes
| Club                          | País           | Año             |
| ----------------------------- | -------------- | --------------- |
| Kaupanger IL                  | Noruega        |                 |
| Arna-Bjørnar                  | Noruega        | 2006 - 2008     |
| Røa IL                        | Noruega        | 2009 - 2012     |
| Stabæk Fotball Kvinner        | Noruega        | 2013 - 2014     |
| Avaldsnes IL                  | Noruega        | 2015 - 2017     |
| Canberra United FC            | Australia      | 2017 - 2018     |
| Utah Royals FC                | Estados Unidos | 2018            |
| LSK Kvinner FK                | Noruega        | 2019            |
| Canberra United FC (préstamo) | Australia      | 2019 - 2020     |
| Avaldsnes IL                  | Noruega        | 2020            |
| Vålerenga                     | Noruega        | 2021 - presente |

## Palmarés

### Títulos nacionales
| Título                   | Club                   | País    | Año  |
| ------------------------ | ---------------------- | ------- | ---- |
| Toppserien               | Røa IL                 | Noruega | 2009 |
| Copa de Noruega Femenina | Røa IL                 | Noruega | 2009 |
| Copa de Noruega Femenina | Røa IL                 | Noruega | 2010 |
| Toppserien               | Røa IL                 | Noruega | 2011 |
| Toppserien               | Stabæk Fotball Kvinner | Noruega | 2013 |
| Copa de Noruega Femenina | Stabæk Fotball Kvinner | Noruega | 2013 |
| Copa de Noruega Femenina | Avaldsnes IL           | Noruega | 2017 |
| Toppserien               | LSK Kvinner FK         | Noruega | 2019 |

### Distinciones individuales
| Distinción                 | Año  |
| -------------------------- | ---- |
| Goleadora de la Toppserien | 2006 |
| Goleadora de la Toppserien | 2011 |
| Goleadora de la Toppserien | 2013 |